# Чемпионат России по вольной борьбе 2002
Чемпионат России по вольной борьбе 2002 года проходил с 12 по 16 июня в Якутске. Чемпионат был отборочным для участия в чемпионате мира в Тегеране.

## Медалисты
| Категория | Золото                                                            | Серебро                                                                                | Бронза                            |
| --------- | ----------------------------------------------------------------- | -------------------------------------------------------------------------------------- | --------------------------------- |
| До 55 кг  | Александр Контоев Якутия                                          | Леонид Чучунов Новосибирская область                                                   | Антон Иванов Якутия               |
| До 60 кг  | Прокопий Петров Якутия                                            | Рамиль Исламов Новосибирская область                                                   | Мурад Рамазанов Санкт-Петербург   |
| До 66 кг  | Аян Ондар Красноярский край                                       | Заур Ботаев Красноярский край                                                          | Шамиль Умалатов Дагестан          |
| До 74 кг  | Магомед Исагаджиев Дагестан                                       | Бувайсар Сайтиев Красноярский край                                                     | Ирбек Фарниев Северная Осетия     |
| До 84 кг  | Хаджимурат Гацалов Северная Осетия Адам Сайтиев Красноярский край | Победителя выявить не удалось, поэтому золотые медали были присуждены обоим финалистам | Хаджимурад Магомедов Дагестан     |
| До 96 кг  | Георгий Гогшелидзе Москва                                         | Курамагомед Курамагомедов Дагестан                                                     | Руслан Шейхов Дагестан            |
| До 120 кг | Давид Мусульбес Северная Осетия                                   | Николай Телегин Москва                                                                 | Олег Хорпяков Воронежская область |